# Giuntoli (calciatore)
 Giuntoli (fl. XX secolo) è stato un calciatore italiano, di ruolo centrocampista.

## Carriera
Con la Lucchese disputa 24 gare nei campionati di Prima Divisione 1921-1922 e Prima Divisione 1922-1923.